# Ruine Ratzenried
Die Ruine Ratzenried, ehemals Oberes Schloss genannt, ist eine Burgruine auf einem 722,3 m ü. NN hohen Bergsporn südöstlich der Ortschaft Ratzenried im Landkreis Ravensburg in Baden-Württemberg.

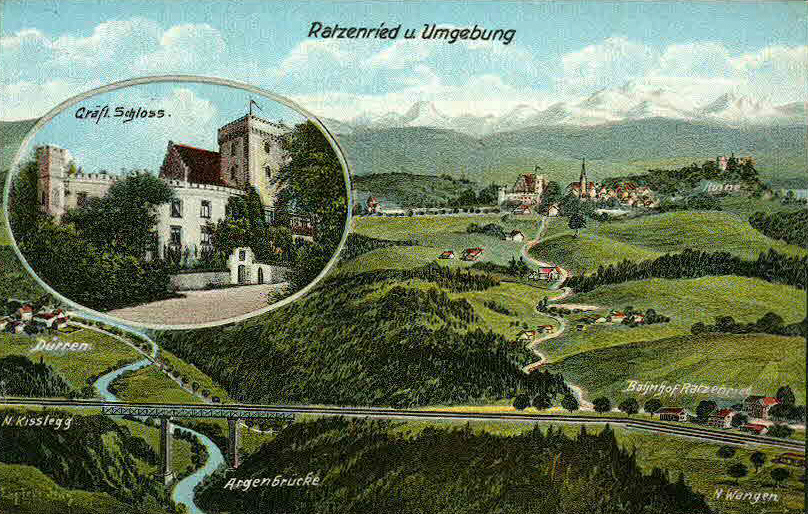
Die Lage der Burg rechts oben auf einer Postkarte von Eugen Felle.

## Geschichte
Die Burg wurde vermutlich zu Beginn des 12. Jahrhunderts errichtet, im Jahr 1145 wurden die Herren von Ratzenried erstmals erwähnt.
Der Anlass für ihre Erbauung war eventuell der gleiche wie bei der Burg Praßberg bei Wangen im Allgäu, die 1123 begonnen wurde. Sie sollte die Lehen des Klosters St. Gallen in der Region sichern und die Abgaben der Höfe einziehen. Auch die Herren von Ratzenried waren Dienstmannen des Klosters.
Ende des 13. Jahrhunderts starben die Ratzenrieder aus, aber auch die neuen Herren auf der Burg nannten sich von Ratzenried, sie verloren die Burg um 1350 wieder und zogen ins Ostallgäu. Ab 1353 saßen die Herren von Molpertshausen auf der Burg, 1369 wurde Hans von Molpertshausen vom St. Gallner Abt offiziell mit der Herrschaft belehnt. Etwa zehn Jahre später musste die Burg wieder verkauft werden, neben anderen Besitzern gehörte sie ab 1453 den Humpis von Ravensburg. Auch sie nannten sich ab dem 16. Jahrhundert Humpis von Ratzenried. Jos Humpis von Ratzenried ließ die Burg 1502 für 11000 Gulden wiederherstellen, da sie bis auf die Mauern verfallen war. Ihnen gehörte die Burg bis 1647.
1632 wurde die Burg Razenried von den Schweden während des Dreißigjährigen Kriegs niedergebrannt und aus Kostengründen nicht mehr aufgebaut. Im Jahr 1806 ging die Burg an das Königreich Bayern über, das die Herrschaft Ratzenried aber 1810 an Württemberg abtrat. Von ihm kam die Anlage 1813 an die Grafen von Beroldingen, 1908 erbten dann die Grafen von Waldburg-Zeil die Burg.

## Beschreibung
Der vorspringende Bergsporn war wie geschaffen für eine Burg und vielleicht schon in vorchristlicher Zeit als Schanze benutzt worden. Wie die erste mittelalterliche Burg ausgesehen hat, ist nicht bekannt, ebenso wenig sind Details über einen Umbau um 1220 bekannt, den angeblich ein Stauferherzog veranlasst haben soll. Es ist anzunehmen, dass noch Spuren des alten Bergfrieds vorhanden sind und dass die Vorwerkmauern mit den Schießscharten und dem Palas auf Vorgängerbauten zurückgehen.